# Gerhard Haenzel
Gerhard Karl Theodor Haenzel (Wolin, 5 de março de 1898 – Lesneven, Bretanha, 6 de março de 1944) foi um matemático alemão.
Trabalhou principalmente com as conexões entre geometria e física, tanto na relatividade geral como mais tarde em mecânica ondulatória e equação de Dirac.
Estudou matemática e física de 1920 a 1925 na Universidade Técnica de Berlim (TH Berlim), onde foi depois assistente de Georg Hamel. Obteve em 1926 um doutorado (Dr.-Ing.) com a tese Zur synthetischen Theorie der Mechanik starrer Körper. Após a habilitação em 1929 foi na TH Berlim Privatdozent. Desde 1933 foi Professor de Geometria na TH Karlsruhe. 
Foi palestrante convidado do Congresso Internacional de Matemáticos em Oslo (1936).

## Publicações selecionadas
- Ein neuer Satz über die Nullstellen ganzer rationaler Funktionen, Sitzungsberichte Berliner Mathematische Gesellschaft, Band 27, 1928, p. 17–19
- Über die charakteristischen Involutionen der nicht-euklidischen Bewegungen, Monatshefte für Mathematik, Band 37, 1930, p. 209–214
- Über eine Klasse von Abelschen Gleichungen, Jahresberichte DMV, Band 41, 1931, p. 39–47
- Über die zeitlich veränderliche Metrik, Monatshefte f. Math. und Physik, Band 39, 1932, p. 267–278
- Über Lösungen der Gravitationsgleichungen Einsteins, Zeitschrift für Physik, Band 72, 1931, p. 798–802
- Euklidische Geometrie, nichteuklidische Geometrie und Raum-Zeit-Struktur im System Spinozas, Sitzungsberichte Berliner Mathem. Gesellschaft, Band 31, 1932, p. 55–67
- Eine geometrische Konstruktion der transfiniten Zahlen Cantors, Journal f. Math., Band 170, 1934, p. 123–128 doi:10.1515/crll.1934.170.123
- Geometrie und Wellenmechanik, Teil 1,2,3, Jahresbericht DMV, Band 49, 1939, S. 215–242, Band 50, 1940, S. 121–129, Band 52, 1942, p. 103–117
- Die Diracsche Wellengleichung und das Ikosaeder, Journal f. Math., Band 183, 1941, p. 232–242
- Die Brogliesche Theorie des Photons in geometrischer Darstellung, Zeitschrift für technische Physik, Band 24, 1943, p. 87–90